# Fabronia flavinervis
Fabronia flavinervis är en bladmossart som beskrevs av C. Müller 1874. Fabronia flavinervis ingår i släktet Fabronia och familjen Fabroniaceae. Inga underarter finns listade i Catalogue of Life.